# NGC 1630
NGC 1630 je galaksija u zviježđu Eridanu.

## Vanjske poveznice
- SEDS: NGC 1630